# Slagle Ridge
Slagle Ridge – grzbiet górski w Górach Admiralicji w Antarktydzie Wschodniej.

## Nazwa
Nazwany przez Advisory Committee on Antarctic Names (tłum. „Komitet doradczy ds. nazewnictwa Antarktyki”) na cześć Thomasa D. Slagle’a (1905–1983), głównego lekarza amerykańskiej stacji antarktycznej Little America w 1958 roku .

## Geografia
Slagle Ridge to wysoki grzbiet górski oddzielający Slone Glacier od Burnette Glacier w Górach Admiralicji na Ziemi Wiktorii w Antarktydzie Wschodniej . W całości pokryty jest lodem .

## Historia
Grzbiet został zmapowany na podstawie badań terenowych i zdjęć lotniczych w latach 1960–1963 .